# Baráthy György
Baráthy György (1975. január 25. –) magyar dramaturg, forgatókönyvíró, műfordító.

## Életpályája
1975-ben született. 2000-2005 között a Színház- és Filmművészeti Egyetem színháztudományi szakán tanult, Osztovits Levente osztályában. A Centrál Színház dramaturgja.

## Fontosabb színházi munkái
- Nemek és igenek | dramaturg, fordító
- Büszkeség és balítélet | dramaturg, fordító
- Delila | dramaturg
- Hajmeresztő | dramaturg
- Házassági leckék középhaladóknak | dramaturg, fordító
- My Fair Lady | dramaturg, fordító
- Nem félünk a farkastól | dramaturg
- Sok hűhó semmiért | dramaturg
- Ma este megbukunk | dramaturg, fordító
- Jó emberek | dramaturg, fordító
- A kutya különös esete az éjszakában | dramaturg, fordító
- Függöny fel! | dramaturg
- Illatszertár | dramaturg
- Black comedy | dramaturg, fordító
- Egy nyári éj mosolya | dramaturg
- Pletykafészek | dramaturg
- A Hang-villa titka | dramaturg
- Jó zsaru - rossz zsaru | dramaturg, fordító
- New York-i komédia | dramaturg
- Leenane szépe | dramaturg

## Forgatókönyvírói munkái
- Társas játék (2013)
- Terápia (2012-2017)